# Zoran Tošić
Zoran Tošić (født 28. april 1987 i Zrenjanin, SFR Jugoslavien) er en serbisk fodboldspiller der i øjeblikket spiller for Partizan i hjemlandet som angribende midtbanespiller eller fløj. Han har tidligere spillet for blandt andet CSKA Moskva i Rusland, Manchester United i England og FC Köln i Tyskland.